# Monique Nahas
Monique Nahas, née en 1940 à Paris, est une chercheuse en physique théorique devenue artiste informaticienne vers 1971. Elle  rejoint alors le Groupe Art et Informatique de Vincennes (GAIV) et y travaille à la création d'images, de films et de musiques à l'aide de programmes informatiques. Monique Nahas est cofondatrice du département Art et Technologie (ATI) de l'Université Paris 8. En 2002, elle lance un des premiers projets d'opéra interactif. Elle vit en France. 

## Biographie
Monique Nahas soutient un doctorat de physique théorique « Sur les déformations et contractions d'algèbres de Lie et leurs représentations » au centre d'Orsay de la faculté des sciences de l’Université de Paris en 1969. Elle est la seule chercheuse  membre de l'équipe de recherche associée au CNRS du laboratoire de physique théorique créé par Louis Michel vers 1958. Claude de Calan la décrit comme une brillante algébriste qui trouve une belle place dans cette équipe trop masculine.
Monique Nahas rencontre l'artiste informaticien Hervé Huitric en 1971, l'année du Centenaire de la Commune, et lui enseigne la création de formules mathématiques pour calculer des dégradés de couleurs. Les résultats sont imprimés sur papier puis mis en couleurs à la main. Elle rejoint  le Groupe Art et Informatique de Vincennes (GAIV) un peu plus tard et commence à programmer en langage Lisp, plus compliqué à ses yeux que le Fortran, qu'elle connaît bien. Elle devient une des pionnière de l'art informatique française.

## Du Groupe Art et Informatique de Vincennes (GAIV) à la formation Arts et Technologies de l'Image (ATI)
Le GAIV est formé en 1969 et officialisé en 1971, lors du  colloque « Art et Ordinateurs 71 » à Zagreb, auquel participent Jean-Claude Halgand, Fanie et Jacques Dupré, Jean-Claude Marquette et Hervé Huitric.
Monique Nahas  travaille quelques années aux États-Unis, puis revient en France vers 1980. Elle trouve un emploi chez Renault dans la conception de véhicules par informatique.
Décidée à poursuivre son parcours d'artiste-informaticienne elle envisage d'ouvrir un laboratoire: le coût du matériel nécessaire la conduit à  réfléchir, avec les membres du GAIV, à l'ouverture d'un nouveau programme d'enseignement à l'université Paris VIII. Après des démarches compliquées, des préavis négatifs de la part de l'Université, de nombreuses présentations techniques du projet et avec le soutien d'Edmond Couchod, une première année test de la formation en Art et Technologies de l'Image (ATI) est lancée en 1983 au sein du département d'Arts plastiques.
La formation est dotée de très peu de moyens : Monique Nahas et Hervé Huitric enseignent sur leurs propres ordinateurs, chez eux, à la dizaine d'étudiants en arts intéressés par cette nouvelle option. Les autres départements de l'Université ne sont pas favorables à l'ATI, l'informatique est décrite comme inhumaine, les membres de l'équipe ATI sont traités de «Suppôts du capitalisme». L'ATI reçoit du matériel d'occasion donné par l'EDF, les enseignants-chercheurs vont chercher les machines sur place, la première est une CAB 500.
Monique Nahas connaît un scientifique qui travaille au Ministère et qui soutient le projet au niveau politique. Le nouveau programme reçoit l'autorisation de décerner des diplômes en juin 1984 et devient peu à peu un enseignement à part entière pouvant mener jusqu'au doctorat. La spécificité de cette formation est de développer la double compétence en informatique et en expression artistique. Il ne suffit pas de savoir utiliser un ordinateur, mais pour éviter que la machine limite trop l'expression artistique, de connaître son fonctionnement, d'être capable de la débloquer et de programmer. L'enseignement inclut des cours de mathématiques, de physique, et de développement de logiciels, afin que les artistes puissent créer leurs propres outils de travail. Monique Nahas y donne les cours « Pratique de l'infographie: algorithmique et programmation » et « Programmation d'images sur logiciels 3D ».

## L'art informatique et l'art contemporain en France
L'art informatique se développe en France au sein des universités et reste éloigné du monde de l'art contemporain des années 1970. Les pionniers travaillent de manière collective au sein de laboratoires et bien que les individualités artistiques puissent s'exprimer cette forme d'art remet en question la notion de génie individuel. La technique, les machines tiennent un rôle important  dans la création et la présentation des œuvres, de nombreux essais sont nécessaires et le partage d'expériences entre artistes est important. Les œuvres sont souvent celles de plusieurs artistes et les expositions collectives semblent être la norme. Monique Nahas travaille depuis 1971 avec Hervé Huitric et la plupart de leurs créations portent leurs deux noms.
La manifestation « Informatique/Culture83 » de 1983 à Villeneuve-lès-Avignon, durant laquelle Monique Nahas  anime un stage d'initiation à la synthèse d'images, permet à l'équipe de l'ATI et aux étudiants  de travailler sur des machines plus perfectionnées, des VAX, mis à disposition par le Centre Mondial de l'Informatique à Paris. Après cette rencontre, le Centre Mondial de l'Informatique propose à l'ATI d'utiliser, la nuit, son matériel informatique. Disposer de matériel informatique est jusque-là pour l'ATI une difficulté récurrente.

## Œuvres
Monique Nahas, Hervé Huitric et Michel Bret présentent en 1983 leur premier film d'images de synthèse nommé 9600 Bauds , créé au Centre Mondial de l'Informatique la nuit. 9600 Bauds est réalisé avec le logiciel Rodin, qui permet de travailler les objets en 3D, développé par Monique Nahas et Hervé Huitric. D'une durée de 5 minutes, le film, entièrement en images de synthèse animées, présente plusieurs intertitres dont le graphisme rappelle les premiers films muets. Ces intertitres forment un récit simple : « Le jour se lève », « Où est-elle ? », « Il veut la séduire », « Gloup », « Mister Jones I have D.M.A. for you », « Et voici ce qu'il advint », et « Fin ». Des images de synthèse figuratives apparaissent, le travail sur les visages, les corps, l'expression des émotions et la texture de la peau intéressent Monique Nahas. Les changements opérés depuis les débuts jusqu'à la fin des années 1990 sont illustré dans un document de l'Université Paris  VIII. Le logiciel Rodin et le logiciel Anyflo, créé par Michel Bret, sont utilisés par l'équipe de l'ATI et les étudiants pour la création de leur  film d'animation en images de synthèse Gastronomica , d'une durée de sept minutes, créé en 1985.
Monique Nahas réalise en 1989, avec Marie-Hélène Tramus, Hervé Huitric et Michel Saintourens La speakerine de synthèse, un film d'une durée de trois minutes d'animation d'images et de voix de synthèse: la speakerine est capable d'énoncer les phrases que les spectateurs écrivent au clavier.
Monique Nahas lance un des premiers projets d'opéra interactif, produit au festival de la Villette en 2002 sous le titre  Comme cela vous chante . Sur le thème du mythe de Pygmalion, cet opéra propose des environnements virtuels que les spectateurs sont amenés à influencer par le biais de leurs voix. L’œuvre associe trois chanteurs réels et un chœur de douze chanteurs virtuels créé par Monique Nahas et Hervé Huitric. Une danseuse réelle interagit avec deux danseuses virtuelles autonomes en trois dimensions, élaborées par Marie-Hélène Tramus et Michel Bret.

## Prix
- 1991 : Prix Ars electronica, mention honorable, section ars computer[19] pour Indo-Dondaine[20], film d'animation.
- 1993 : Prix Imagina, Monte Carlo, premier prix catégorie recherche[21].
- 1994 : Prix Eurographics, Oslo[22].

## Collections publiques
- ZKM Karlsruhe, Allemagne[23].
- Centre Pompidou, Paris[23].

## Expositions
- 1973 :
  - Art et informatique. Groupe Art et Informatique de Vincennes, Institut de l'environnement, Paris. Exposition collective   et conférence[24].
  - Exposition collective et conférence à Zagreb[24].
  -  Interact. Machine, Man, Society, Edimburg[24].
  -  Ordinateurs, formes et couleurs, Chapelle de la Salpêtrière, Paris[24].
  -  Ordinateur et création artistique,  Espace Cardin, Paris[24].
  -  Contact II, Art et ordinateur,  festival Sigma 9, Bordeaux[24].

- 1974 :
  -  Art et informatique  Angers, (exposition et concert)[24].
  -  Art et ordinateur, Institut supérieur pour l'étude du langage plastique, Bruxelles[24].
  -  M.E.Chevreul. Contraste simultané des couleurs, Faculté de Médecine de la Pitié-Salpêtrière, Paris, dans le cadre des Entretiens de Bichat (exposition conférence)[24].

- 1975 : 
  -  Ordinateurs et permutations colorées, Galerie Weiller, Paris[24].
  - Exposition et conférence internationale, Los Angeles[24].
  - Rétrospective internationale, Côme, Italie[24].

- 1976 :
  -  Art et science, Cercle Culturel du Chaperon Vert, Gentilly[24].
  -  Grafica delle arti sperimentale, Palazzo Strozzi, Florence, Italie[24].

- 1978 :
  -  Les plasticiens de l'informatique. Une approche scientifique de l'art, Maison des Arts et Loisirs, Sochaux, France[24].
  -  Informatique et vie quotidienne, Maison de la culture, Grenoble. Exécution musicale et projection d'images en direct[24].
  -  Recherche et création plastique assistée par ordinateur, Centre Pompidou, Paris
  -  Art et informatique, UNESCO, Paris, exposition-concert[24].
  - Concerts manifestes (exposition-concerts), Porte de la Suisse, Paris[24].

- 1979 :   Artiste et ordinateur, centre culturel suédois, Paris[24].

- 1980 :  Images, art et ordinateur, Palais de la Découverte, Paris[24].

- 1983 : 
  - Rencontre/exposition/atelier Informatique/Culture83-Computer Culture 83, Villeneuve-lès-Avignon[25]
  - Electra, l’électricité et l’électronique dans l'art du XXe siècle, [26] Musée d'Art moderne de la Ville de Paris.
- 1992 : De Bonnard à Baselitz : estampes et livres d'artistes : dix ans d'enrichissement du cabinet des estampes                                1978-1988[27], Bibliothèque Nationale, Paris[28].